# Steg, Valais
Steg (walsertyska: Schtäg) är en ort i kommunen Steg-Hohtenn i kantonen Valais, Schweiz. Orten var före den 1 januari 2009 en egen kommun, men slogs då samman med kommunen Hohtenn till den nya kommunen Steg-Hohtenn.